# Єлизавета Фарнезе
Ізабелла Фарнезе, Єлизавета Пармська (ісп. Isabel de Farnesio; 25 жовтня 1692 — 11 липня 1766) — королева-регент Іспанії, друга дружина короля Іспанії Філіпа V. Єдина дочка Одоардо Фарнезе, племінниця і одночасно пасербниця останнього герцога Пармського з роду Фарнезе — Франческо, що одружився з матір'ю Ізабелли, вдовою свого брата — Доротою Софією Нойбурзькою.

## Життєпис
Вступила в шлюб у 1714 році. Після 1724 року, коли король наблизився до божевілля, Ізабелла правила за нього і самостійно направляла політику Іспанії.
Після смерті свого бездітного дядька Ізабелла успадкувала майно і землі Фарнезе і приєднала їх до володінь іспанської корони. Її третій син, Філіп Пармський, отримав землі Парми і став засновником лінії Пармських Бурбонів, в той час як її старший син, Карлос, крім корони Іспанії отримав корону Обох Сицилій, яку потім передав своєму синові Фердинанду, а не зберіг за Іспанією.

## Родина
Чоловік — Філіп V, король Іспанії
- Карл III (1716—1788) — король Іспанії
- Франсиско (1717);
- Маріанна Вікторія (1718—1781) — дружина короля Португалії Жозе I;
- Філіп (1720—1765) — герцог Пармський;
- Марія Тереза (1726—1746) — 1-а дружина Людовика, дофіна Франції;
- Луїс Антоніо (1727—1785) — «Кардинал-інфант», вступив у морганатичний шлюб з доньєю Марією Терезою де Вальябріга і Росас;
- Марія Антуанета (1729—1785) — дружина Віктора Амадея III Савойського.